# Територіальний поділ Антарктиди

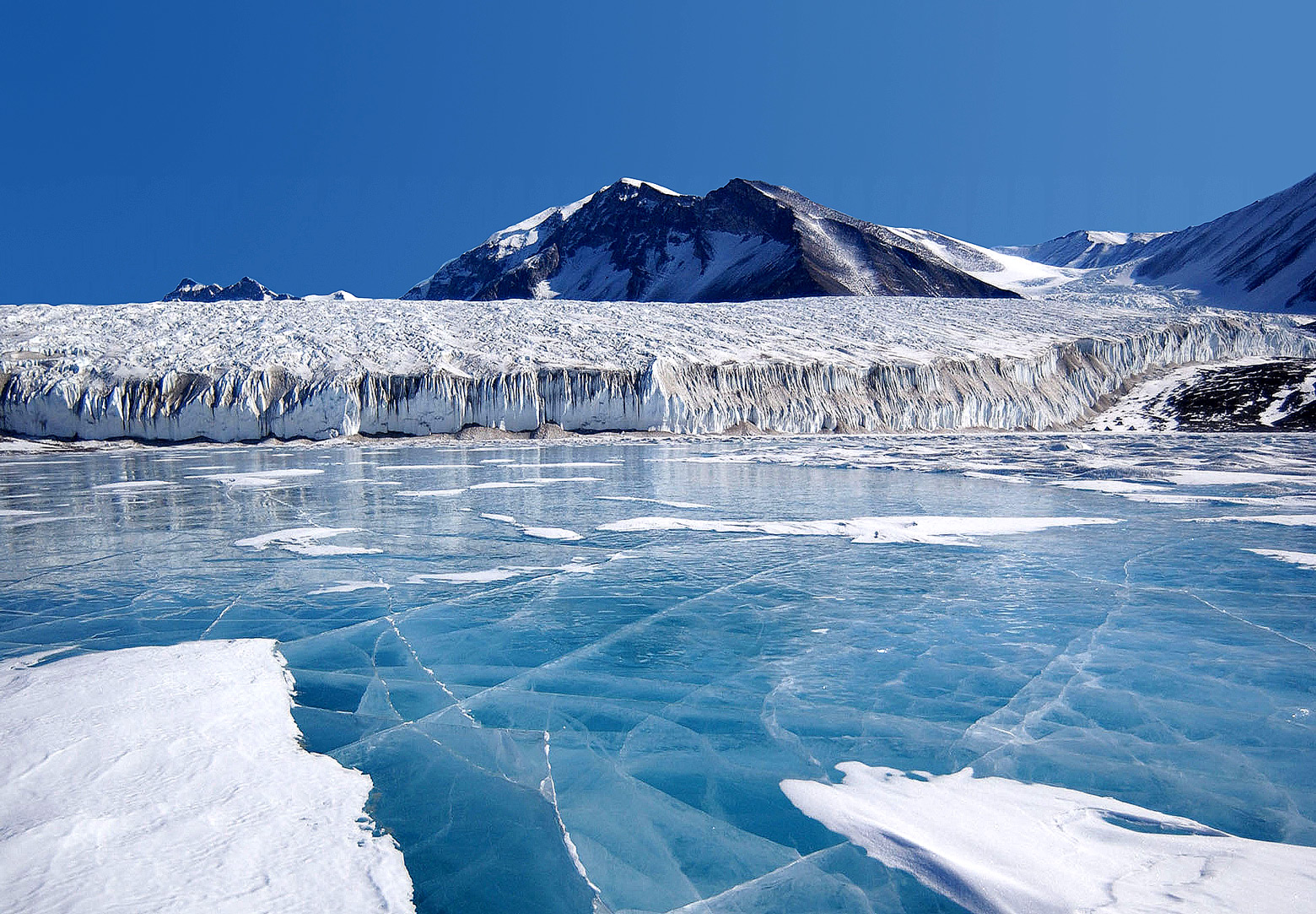
Блакитний лід антарктичного озера Фріксел

Територіальний поділ Антарктиди — історично сформована в XIX — XX століттях система географічного (але не політичного) поділу поверхні шостого континенту Землі на ділянки території, традиційно звані «Землями» і «Берегами».
Оскільки в силу екстремальної суворості клімату і своєї важкодоступності Антарктида до 1820 років була невідома людству та не мала власного постійного населення, ні, відповідно, громадян та урядів, тобто з точки зору міжнародного права (див. Договір про Антарктику) є terra nullius, ця система, а також вся пов'язана з топонімію, формувалися, в основному, першовідкривачами, полярними дослідниками відповідних областей.

## Структура

### Квадранти
98 % поверхні Антарктиди покрито крижаним щитом, який візуально приховує особливості рельєфу, до яких можна було б «прив'язати» підрозділ території на ділянки, тому з початку минулого століття картографи брали за «відправну точку» південний полюс, розташований приблизно в центрі континенту, і ділили всю його поверхню на чотири чверті — квадранти:
- Квадрант Ендербі (Гаус), або Африканський квадрант — від 0 ° до 90 ° с. д.
- Квадрант Вікторії, або Австралійський квадрант — від 90 ° до 180 ° с. д.
- Квадрант Росса, або Тихоокеанський квадрант — від 180 ° в. д. до 90 ° з. д.
- Квадрант Ведделла, або Американський квадрант — від 90 ° до 0 ° з. д.

Називалися вони або по великому, найбільш значимому об'єкту всередині кожного (Земля Ендербі, Земля Вікторії, море Росса, море Ведделла), або по об'єкту, на який кожен з квадрантів «дивиться» (тобто, наприклад, Африканський квадрант лежить навпроти Африки і т. д.).

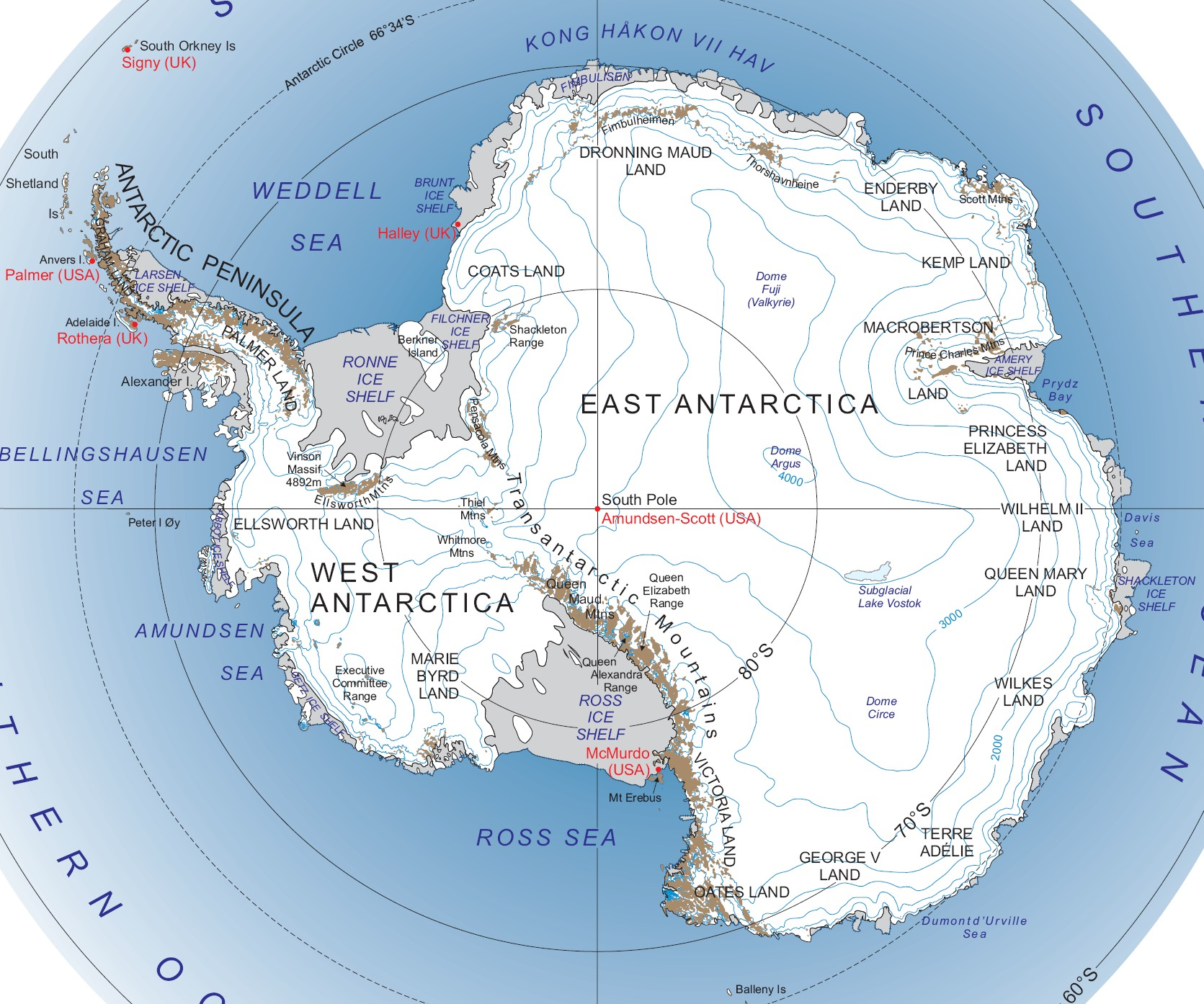
Сучасна карта Антарктиди

Надалі, коли були в достатній мірі досліджені внутрішні частини материка, виявилося, що два найбільш заглиблювальні а материк Антарктиди моря — Ведделла і Росса — з'єднують Трансантарктичні гори. Ця гірська система, таким чином, ділить її поверхню надвоє, на обширну Східну Антарктиду і меншу за площею Західну Антарктиду. Східна частина займає приблизно половину квадранта Ведделла, а також квадранти Ендербі та Вікторії повністю. Західна — квадрант Росса і половину квадранта Ведделла яка залишилася.

### Землі і Береги
Паралельно, в міру виявлення все нових і нових ділянок антарктичної суші, складалася система географічного поділу материка на «Землі», їх прибережних частин на «Береги», а вод, що омивають ці береги Південного океану — на моря. Як правило, ці об'єкти називали на чиюсь честь за ініціативою експедицій, що їх досліджували.
Найчастіше щільно прилеглі льоди, густі тумани і завірюхи не дозволяли першовідкривачам наблизитися до поміченої суші або пройти уздовж неї значну відстань, щоб визначити її розміри. Те, що спочатку здавалося мисом або острівцем, могло в реальності бути частиною великої землі — чи навпаки. Тому іменування відкритої землі «Землею» або «Берегом» мало практичний сенс: першовідкривач таким чином позначав, що бачить. При цьому частина земель, які спостерігалися мореплавцями, пізніше не знаходила свого підтвердження зовсім, часом опиняючись тривіальними скупченнями айсбергів, а то й просто міражами (див. Земля Морелла, Земля Кармен, острови Аврори, Томпсон, Доґерті, Емеральд та ін.).
Так чи інакше, терміни «Земля» і «Берег» прижилися і продовжують застосовуватися і після того, як уявлення про материку вже склалося. Правда, якщо кордони по довжині Берегів визначені чітко, межі Земель такою якістю не володіють і до теперішнього часу на географічних картах не даються. Таким чином, про розміри тієї чи іншої Землі можна здогадуватися лише по розташуванню і величині кегля літер шрифта відповідного напису її назви на карті, причому в різних джерелах, навіть випущених однією країною та/або в один час, це може даватися по-різному. Так, наприклад, Топонімічний словник «Географічні назви світу» (М.: АСТ, 2001) пише, що Берег Правди є частиною Землі Вілкса, а карта з книги Л. Дубровіна та М. Преображенської «О чём говорит карта Антарктики» (Л.: Гидрометеоиздат, 1987) поміщає цей же Берег на Землю королеви Мері.
Назви Земель і Берегів поділяють на чотири основні групи. Перш за все це імена першовідкривачів, полярних дослідників. Друга група — назви на честь глав компаній, промисловців і меценатів, які фінансували їх експедиції. Третя група — назви на честь правителів і високих чиновників країн, громадянами яких були дослідники. Четверта група об'єднує назви, що давалися першовідкривачами на честь своїх рідних і близьких. Трапляються і назви, присвоєні за різноманітних інших причин.
Велика частина топонімів присвоювалась відповідними об'єктами в момент їх відкриття, пік останніх припав на перші десятиліття XX століття. Однак є й такі, місце під які викроювалося на карті профільними структурами різних держав пізніше, заднім числом, і які отримували свої імена деколи через багато років як данину пам'яті тим чи іншим значущим особистостям і подіям минулого. За назвами часто можна визначити, представники якої країни досліджували ту чи іншу область. Ось повний ієрархічний список Земель і Берегів із зазначенням років появи цих назв на карті:
| Назва                    | Коли | На чию честь                                                                    | Хто назвав                                       |
| ------------------------ | ---- | ------------------------------------------------------------------------------- | ------------------------------------------------ |
| Західна Антарктида       |      |                                                                                 |                                                  |
| Земля Ґреяма             | 1832 | Джеймс Ґреям, перший лорд Адміралтейства Британської імперії                    | , експедиція Джона Біско                         |
| Берег Бовмена            | 1928 | Ісая Бовмен, голова Американського географічного товариства                     | , політ Губерта Вілкінса                         |
| Берег Данко              | 1898 | Еміль Данко, померлий під час Бельгійської антарктичної експедиції              | , експедиція Адрієна де Жерлаша                  |
| Берег Девіса             | ?    | Джон Девіс, мисливець на тюленів, першим ступив на материк                      | , Консультативний комітет по антарктичним назвам |
| Берег Фальєра            | 1909 | Арман Фальєр, президент Франції (1906—1913)                                     | , експедиція Жана-Батиста Шарко                  |
| Берег Фойна              | 1893 | Свен Фойн, китобій-магнат, винахідник гарпунної гармати                         | , експедиція Карла Антона Ларсена                |
| Берег Грейама            | 1832 | Джеймс Грейам, перший лорд Адміралтейства Британської імперії                   | , експедиція Джона Біско                         |
| Берег Лубе               | 1905 | Еміль Лубе, президент Франції (1899—1906)                                       | , експедиція Жана-Батиста Шарко                  |
| Берег Норденшельда       | 1909 | Отто Норденшельд, голава антарктичної експедиції 1901—1904, геолог              | , Едвін Свіфт Балч                               |
| Берег Оскара II          | 1893 | Оскар II, король Швеції і Норвегії (1872—1907)                                  | , експедиція Карла Антона Ларсена                |
| Земля Палмера            | ?    | Натаніель Палмер, мисливець на тюленів; американець, побачивший материк         | , Консультативний комітет по антарктичним назвам |
| Берег Бека               | 1940 | Річард Блек, командир Східної бази Антарктичної програми США                    | , колектив Східної бази Антарктичної програми    |
| Берег Інгліша            | 1940 | Роберт Інгліш, відповідальний секретар Антарктичної програми США                | , колектив Східної бази Антарктичної програми    |
| Берег Лассітера          | 1947 | Джеймс Лассітер, пілот антарктичної експедиції Ронне 1947—1948                  | , Консультативний комітет по антарктичним назвам |
| Берег Орвілла            | 1947 | Говард Орвілл, глава Морський аерологічної служби США                           | , експедиція Фінна Ронне                         |
| Берег Раймілла           | 1985 | Джон Раймілл, глава британської антарктичної експедиції 1934—1937               | , Комітет з антарктичних назв                    |
| Берег Вілкінса           | ?    | Губерт Вілкінс, австралійський полярний льотчик                                 | , Консультативний комітет по антарктичним назвам |
| Берег Зумбержа           | 1986 | Джеймс Зумберж, гляциолог, функціонер                                           | , Консультативний комітет по антарктичним назвам |
| Земля Королеви Єлизавети | 2012 | Єлизавета II, королева Великої Британії з 1952 року                             | , Форин-офіс                                     |
| Земля Олександра I       | 1821 | Александр I, Россійський імператор (1801—1825)                                  | , експедиція Беллінсгаузена і Лазарєва           |
| Земля Елсворта           | 1962 | Лінкольн Елсворт, полярний льотчик, спонсор експедицій                          | , Консультативний комітет по антарктичним назвам |
| Берег Брайана            | 1961 | Джордж Брайан, гідрограф, адмірал ВМФ США                                       | , Геологічна служба США                          |
| Берег Ейтса              | 1966 | Джеймс Ейтс, першовідкривач антарктичних викопних тварин                        | , Консультативний комітет по антарктичним назвам |
| Земля Мері Берд          | 1929 | Мэри Бэрд, дружина полярного льотчика Річарда Берда, дочка бостонського магната | , експедиція Річарда Берда                       |
| Берег Волгріна           | 1940 | Чарльз Волгрін, засновник аптечної мережі Walgreens, спонсор                    | , експедиція Річарда Берда                       |
| Берег Бакутіса           | 1966 | Фред Бакутіс, глава морських сил Антарктичної програми США                      | , Консультативний комітет по антарктичним назвам |
| Берег Хоббса             | 1939 | Вільям Хоббс, гляциолог, професор Мічиганського університету                    | , Антарктична програма США                       |
| Берег Рупперта           | 1933 | Джейкоб Рупперт, пивний магнат, конгресмен, спонсор                             | , експедиція Річарда Берда                       |
| Берег Сандерса           | 1929 | Герольд Сандерс, географ, полярний льотчик, один Берда                          | , експедиція Річарда Берда                       |
| Земля Едуарда VII        | 1902 | Едуард VII, король Великої Британії (1901—1910)                                 | , експедиція Роберта Скотта                      |
| Берег Сірасе             | 1961 | Нобу Сірасе, глава японської експедиції 1912 року                               | , комітет з антарктичних назв                    |
| Берег Сайпла             | 1961 | Пол Сайпл, полярний географ, соратник Річарда Берда                             | , комітет з антарктичних назв                    |
| Берег Гулда              | 1961 | Лоуренс Гулд, геолог, соратник Берда, голова нацкомітету США в МГГ              | , комітет з антарктичних назв                    |
| Берег Амундсена          | 1961 | Роальд Амундсен, перша людина, яка досягла обох полюсів Землі                   | , комітет з антарктичних назв                    |
| Східна Антарктида        |      |                                                                                 |                                                  |
| Земля Котса              | 1902 | Джеймс і Ендрю Котси, спонсори Шотландської експедиції 1902—1904                | , експедиція Вільяма Брюса                       |
| Берег Луїтпольда         | 1912 | Луїтпольд, принц-регент Баварії (1886—1912)                                     | , експедиція Вільгельма Фільхнера                |
| Берег Керда              | 1915 | Джеймс Керд, джутовий магнат, математик, спонсор експедиції                     | , експедиція Ернеста Шеклтона                    |
| Земля Королеви Мод       | 1930 | Мод Уельська, дружина норвезького короля Хокона VII.                            | , експедиція Яльмара Рисер-Ларсена               |
| Берег Принцеси Марти     | 1930 | Марта Шведська, дружина наслідного принца Норвегії Улафа (пізніше Улафа V).     | , експедиція Яльмара Рисер-Ларсена               |
| Берег Принцеси Астрід    | 1932 | Астрід Норвезька, друга дочка Улафа V і принцеси Марти.                         | , китобой H. Halvorsen на кораблі «Севілья»      |
| Берег Принцеси Рагнхілль | 1931 | Рангхільда Норвезька, старша дочка Улафа V і принцеси Марти.                    | , експедиція Яльмара Рисер-Ларсена               |
| Берег Принца Гаральда    | 1937 | Гаральд, наслідний принц, нинішній король Норвегії.                             | , експедиція Ларса Крістенсена                   |
| Берег Принца Улафа       | 1930 | Улаф, наслідний принц, пізніше король Норвегії Улаф V.                          | , експедиція Яльмара Рісер-Ларсена               |
| Земля Ендербі            | 1831 | Samuel Enderby & Sons, китобійно-тюленій промисел, спонсор                      | , експедиція Джона Біско                         |
| Земля Кемпа              | 1833 | Пітер Кемп, морський офіцер, капітан китобійного судна «Магнет».                | , він же                                         |
| Берег Кемпа              | 1833 | Пітер Кемп, морський офіцер, капітан китобійного судна «Магнет».                | , він же                                         |
| Земля Мак-Робертсона     | 1930 | Макферсон Робертсон, шоколадний магнат, філантроп, спонсор.                     | , експедиція Дугласа Моусона                     |
| Берег Ларса Крістенсена  | 1930 | Ларс Крістенсен, китобійний магнат, організатор експедицій                      | , китобої його флотилії                          |
| Берег Моусона            | 1930 | Дуглас Моусон, керівник БАНЗАРЕ                                                 | , Комітет з антарктичних назв                    |
| Земля Принцеси Єлизавети | 1931 | Єлизавета Йоркська, наразі королева Великої Британії Єлизавета II               | , експедиція Дугласа Моусона                     |
| Берег Інгрід Крістенсен  | 1935 | Інгрід, дружина Ларса Крістенсена, одна з перших побувавших в Антарктиці        | , експедиція Кларіуса Міккельсена                |
| Берег Леопольда і Астрід | 1934 | Леопольд III и Астрід Шведська, король (1934—1951) і королева Бельгії           | , експедиція Ларса Крістенсена                   |
| Земля Вільгельма II      | 1902 | Вільгельм II, німецький імператор (1888—1918)                                   | , експедиція Еріха фон Дригальского              |
| Земля Королеви Мері      | 1912 | Марія Текська, дружина британського короля Георга V                             | , експедиція Дугласа Моусона                     |
| Берег Правди             | 1956 | Газета «Правда», печатний орган ЦК КПРС                                         | , Радянська Антарктична експедиція               |
| Земля Вілкса             | 1911 | Чарльз Вілкс, морський офіцер; довів, що Антарктида континент                   | , експедиція Дугласа Моусона                     |
| Берег Нокса              | 1840 | Семюель Нокс, лейтенант ВМС США, капітан шхуни «Флайінг фіш»                    | , експедиція Чарльза Вілкса                      |
| Берег Бадда              | 1840 | Томас Бадд, капітан шлюпа «Пікок»                                               | , експедиція Чарльза Вілкса                      |
| Берег Сабріни            | 1931 | «Сабріна», кутер експедиції Джона Баллені                                       | , експедиція Дугласа Моусона                     |
| Берег Банзаре            | 1931 | БАНЗАРЕ, експедиція                                                             | , Комітет з антарктичних назв                    |
| Берег Кларі              | 1840 | Кларі, дружина Шарля Жакіно, капитана корабля «Зілі» експедиції                 | , експедиція Жюля Дюмон-Дюрвіля                  |
| Земля Аделі              | 1837 | Адель, дружина Жюля Дюмон-Дюрвіля, голови експедиції                            | , експедиція Жюля Дюмон-Дюрвіля                  |
| Земля Вікторії           | 1841 | Вікторія, королева Великої Британії (1837—1901)                                 | , експедиція Джеймса Росса                       |
| Берег Георга V           | 1911 | Георг V, король Великої Британії (1910—1936)                                    | , експедиція Дугласа Моусона                     |
| Берег Оутса              | 1912 | Лоуренс Оутс, загиблий член експедиції Роберта Скотта «Терра Нова»              | , Гаррі Пеннелл                                  |
| Берег Пеннелла           | 1961 | Гаррі Пеннелл, голова експедиції «Терра Нова» після загибелі Скотта             | , комітет з антарктичних назв                    |
| Берег Борхгревінка       | 1961 | Карстен Борхгревінк, перший висадився і перезимував на материку                 | , комітет з антарктичних назв                    |
| Берег Скотта             | 1961 | Роберт Скотт, підкорювач південного полюса, загинув на зворотному шляху         | , комітет з антарктичних назв                    |
| Берег Гілларі            | 1961 | Едмунд Гілларі, перший підкорювач двох полюсів Землі і Евереста                 | , комітет з антарктичних назв                    |
| Берег Шеклтона           | 1961 | Ернест Шеклтон, останній діяч героїчного століття досліджень Антарктики         | , комітет з антарктичних назв                    |
| Берег Дьюфіка            | 1961 | Джордж Дьюфік, голова морських сил Антарктичної програми США                    | , комітет з антарктичних назв                    |
| .                        |      |                                                                                 |                                                  |

### Льодовики
Оскільки рельєф Антарктиди, на відміну від інших материків, має два розташованих один над одним «поверхи», шари — крижаний купол і підлідне ложе з вулканічних і осадових порід, — при нанесенні на карти доводиться робити вибір між ними. З одного боку, територіальний поділ логічніше засновувати на тому, що можна спостерігати візуально на поверхні, з іншого — лід набагато пластичніший каменю, він рухається, причому нерівномірно, лише частково погоджуючись з рельєфом ложа, і з неоднаковою швидкістю: якщо в районі полюса швидкість руху льоду становить приблизно 20 м/рік, у міру наближення до узбережжя вона зростає до 1,5 км/год і більше.

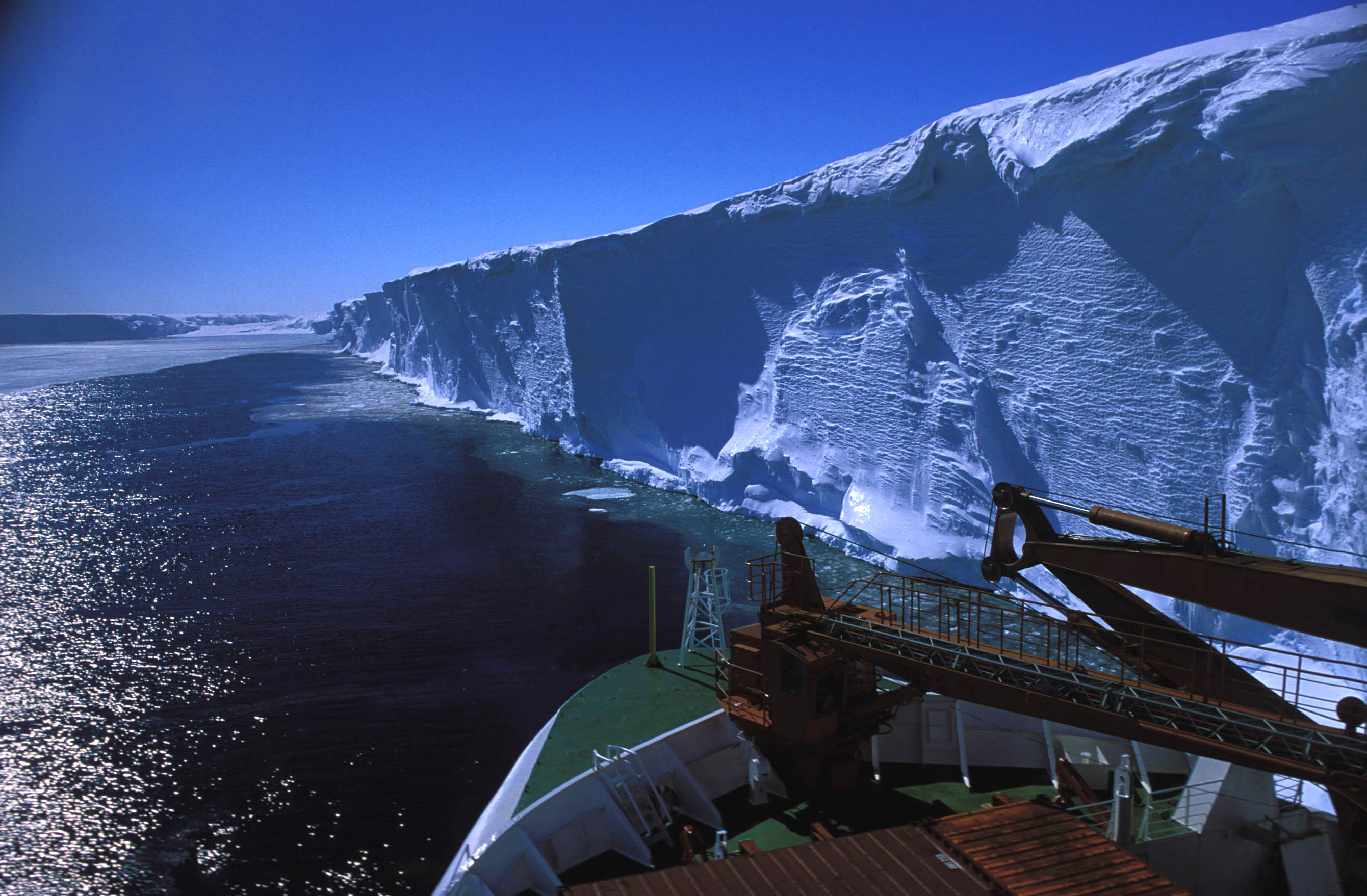
Язик шельфового льодовика Екстрем

За своїми властивостями антарктична пустеля нагадує звичайну пустелю з піщаними барханами. Крім того, шельфові льодовики тануть. Так, в 1995 році від основного масиву льодовика Ларсена відколовся льодовик Ларсен А, а в 2002 році — айсберг площею понад 3250 км² і товщиною 220 м, що фактично означає руйнування льодовика. Останнє зайняло всього 35 днів, до цього цей шельфовий льодовик (зараз від нього залишилася лише третина Ларсен С) був стабільним з кінця льодовикового періоду. Як підсумок: карти поверхні Антарктиди, особливо її берегової лінії, слід було б перевипускати щорічно — і вони були б різними.
Тому картографи як правило ґрунтуються на більш стабільній підлідній поверхні. З ≈14,1 млн км² поверхні Антарктиди її шельфові льодовики займають сукупно близько 1,5 млн км². В даний час немає експертного консенсусу, чи включати площі, займані цими льодовиками, до складу Земель і Берегів, або розглядати їх з точки зору територіального поділу материка як окремі, особливі сутності — картографи поступають по-різному. Через це на частині географічних карт континенту, наприклад, виявляються прихованими Берега узбережжя моря Росса, так як їх місце займає шельфовий льодовик Росса.
Додаткову складність класифікації шельфових льодовиків додає той факт, що 55 % берегової лінії Антарктиди закінчуються льодовиком, фронт якого знаходиться на плаву, сукупно це приблизно 16 тис. км. На інших 11 тис. км льодовиковий обрив лежить на ґрунті. Тобто не цілком ясно, чи можна вважати шельфовий льодовик саме частиною суші.
| Назва                                       | км²     | На чию честь названо                                                       |  |
| .                                           |         |                                                                            |  |
| Росса                                       | 472 960 | Джеймс Росс, контр-адмірал, відкрив цей льодовик, першим пересік 78° п. ш. |  |
| Ронне-Фільхнера                             | 422 420 | Фінн Ронне, полярник Вільгельм Фільхнер, відкрив цей льодовик              |  |
| Еймері                                      | 62 620  | Вільям Еймері, представник британського кабінету в Австралії               |  |
| Ларсена                                     | 48 600  | Карл Ларсен, китобій, товариш Ернеста Шеклтона, відкрив цей льодовик       |  |
| Рісер-Ларсена                               | 48 180  | Яльмар Рісер-Ларсен, льотчик, творець ВПС Норвегії, топ-менеджер SAS       |  |
| Фімбул                                      | 41 060  | Фімбулісен, крижане плато Землі Себіна на Шпіцбергені                      |  |
| Шеклтона                                    | 33 820  | Ернест Шеклтон, останній діяч героїчного століття досліджень Антарктики    |  |
| Георга VI                                   | 23 880  | Георг VI, король Великої Британії (1936—1952)                              |  |
| Західний                                    | 16 370  | відкритий і названий експедицією Еріха фон Дригальського (1901—1903)       |  |
| Вілкінса                                    | 13 680  | Губерт Вілкінс, полярний льотчик, орнітолог, фотограф                      |  |
| Список усіх шельфових льодовиків Антарктиди |         |                                                                            |  |

### Моря
Всі моря, які омивають Антарктиду Південного океану, крім морів Скоша і Ведделла, є окраїнними. У прийнятій в більшості країн традиції вони ділять її узбережжя на сектори наступним чином:
| .                   |                            |                                                               |
| Море Лазарєва       | 0—14° с. д.                | Михайло Лазарєв, адмірал, першовідкривач Антарктиди           |
| Море Рісер-Ларсена  | 14—34° с. д.               | Яльмар Рісер-Ларсен, генерал-майор, засновник ВПС Норвегии    |
| Море Космонавтів    | 34—45° с. д.               | Перші космонавти (1961—1962)                                  |
| Море Співдружності  | 70—87° с. д.               | Міжнародне співробітництво в Антарктиці                       |
| Море Дейвіса        | 87—98° с. д.               | Дж. K. Дэйвис, капітан «Аврори», експедиція Моусона (1911—14) |
| Море Моусона        | 98—113° с. д.              | Дуглас Моусон, геолог, голова трьох експедицій                |
| Море Дюрвіля        | 136—148° с. д.             | Жюль Дюмон-Дюрвіль, океанограф, контр-адмірал                 |
| Море Сомова         | 148—170° с.д.              | Михайло Сомов, голова першої радянської експедиції (1955-57)  |
| Море Росса          | 170° с. д. — 158° з. д.    | Джеймс Росс, контр-адмірал, першим перетнув 78° п. ш.         |
| Море Амундсена      | 100—123° з. д.             | Роальд Амундсен, першим досяг південного полюса               |
| Море Беллінсгаузена | 70—100° з. д.              | Фадей Беллінсгаузен, адмірал, першовідкривач Антарктиди       |
| Море Скоша          | 30—50° з. д., 55—60° п. ш. | «Скоша» (англ. Scotia), судно експедиції Брюса (1902—1904)    |
| Море Ведделла       | 10—60° з. д., 78—60° п. ш. | Джеймс Ведделл, китобій, який досліджував цей регіон в 1820-х |
| .                   |                            |                                                               |

## Історія
Питання чи є материк на південному полюсі давно турбувало дослідників. Але і після відкриття через два роки Антарктиди усвідомлення, що в наявності саме материк, прийшло далеко не відразу. Характерно, що навіть через 50 років після цього Жюль Верн написав роман «Двадцять тисяч льє під водою», де герої досягають південного полюса на підводному човні. Процес виявлення та іменування різних антарктичних територій проходив поступово і фрагментарно, його можна відстежити за відповідними старим географічним картам. Так, вже до 1872 році на них можна було виявити Землю Ґрейама, Землю Вікторії, Землю Ендербі. Через два десятиліття до них додалися Земля Олександра I, Берег Кемпа, береги нинішньої Землі Вілкса. Ще через 20 років — Земля Котса, Земля Вільгельма II, Земля Едуарда VII. До 1938 року білими плямами залишалися лише майбутні Земля Мері Берд і Земля Елсворта, а також внутрішні області Антарктиди.

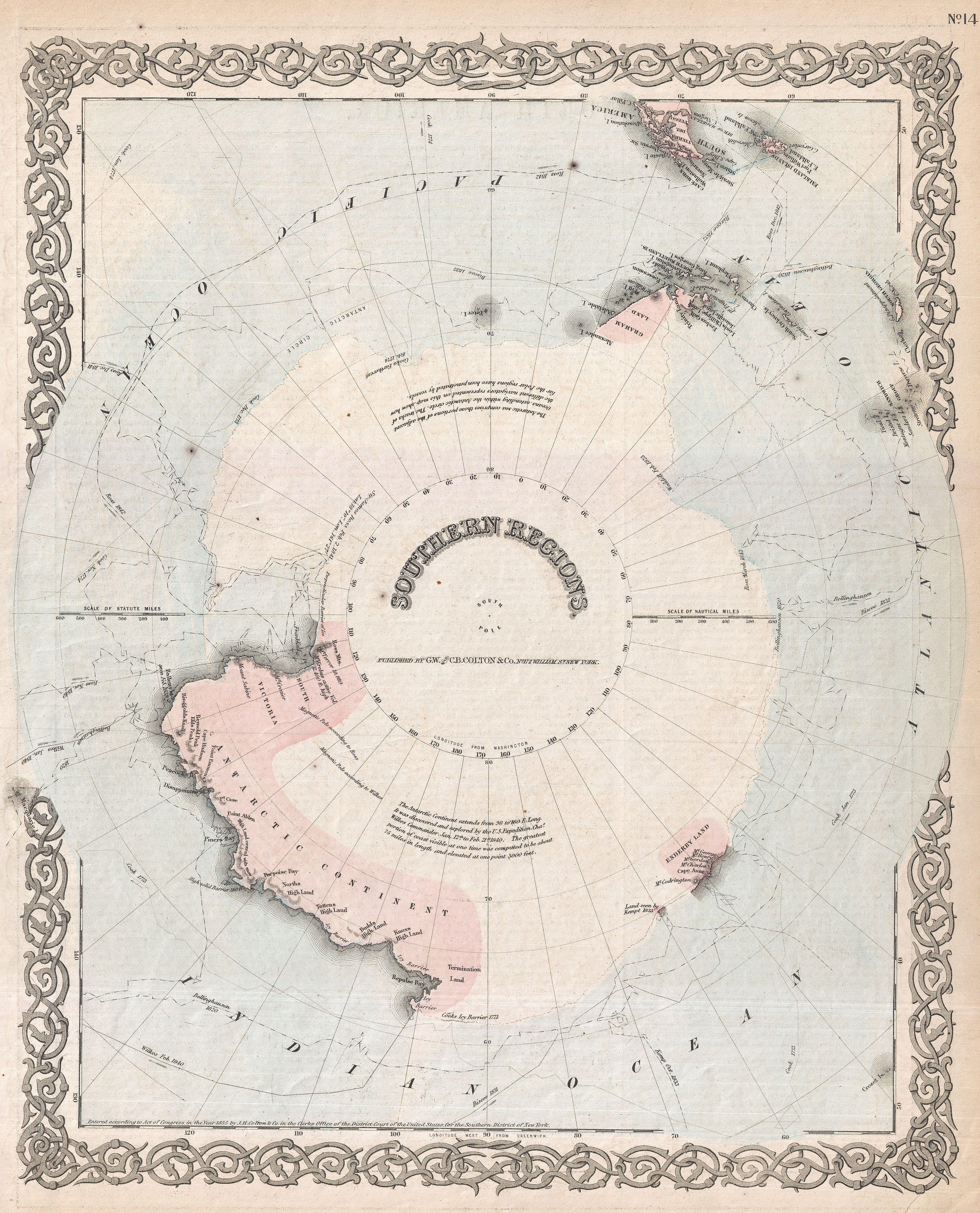
1872
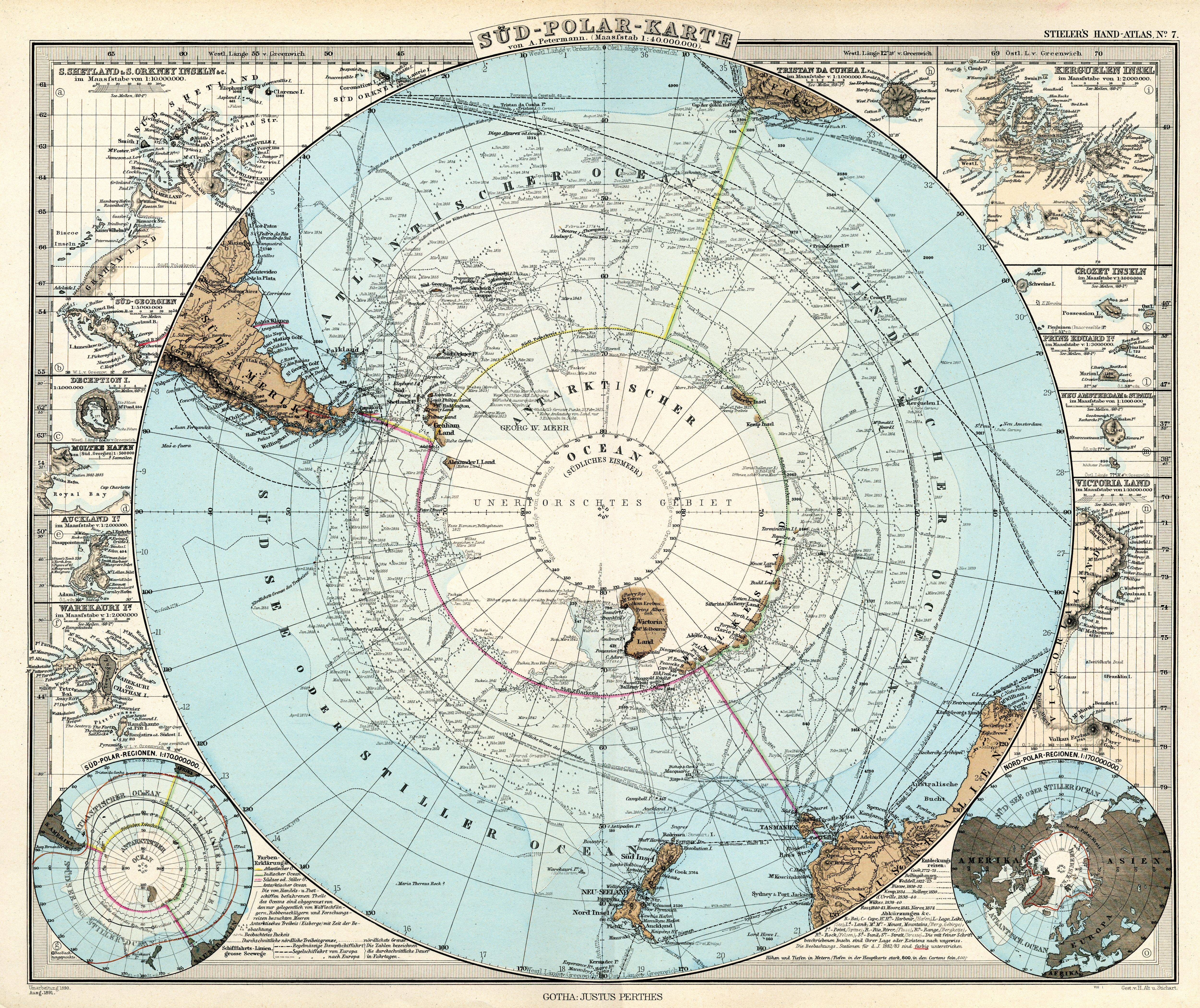
1891
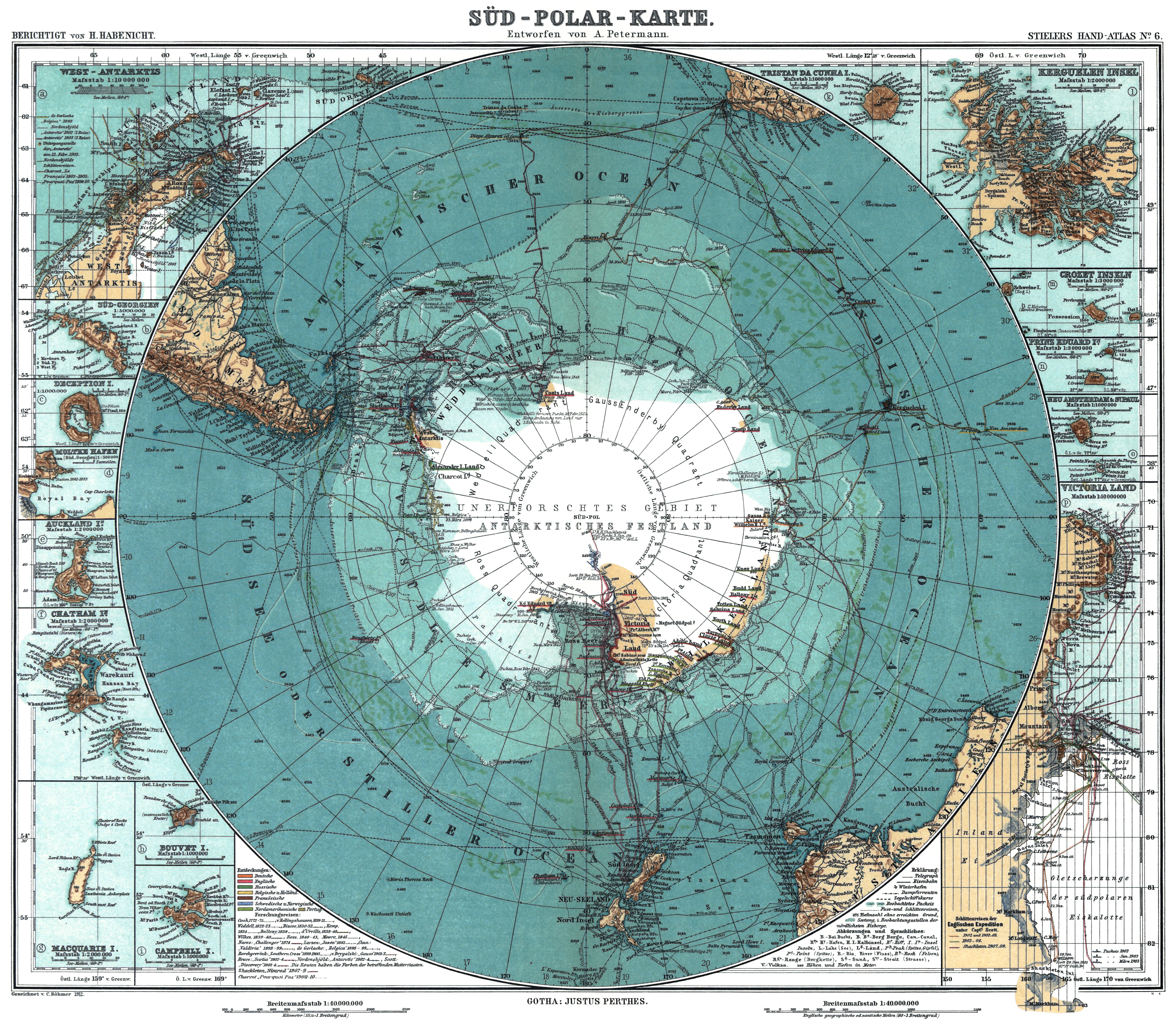
1912
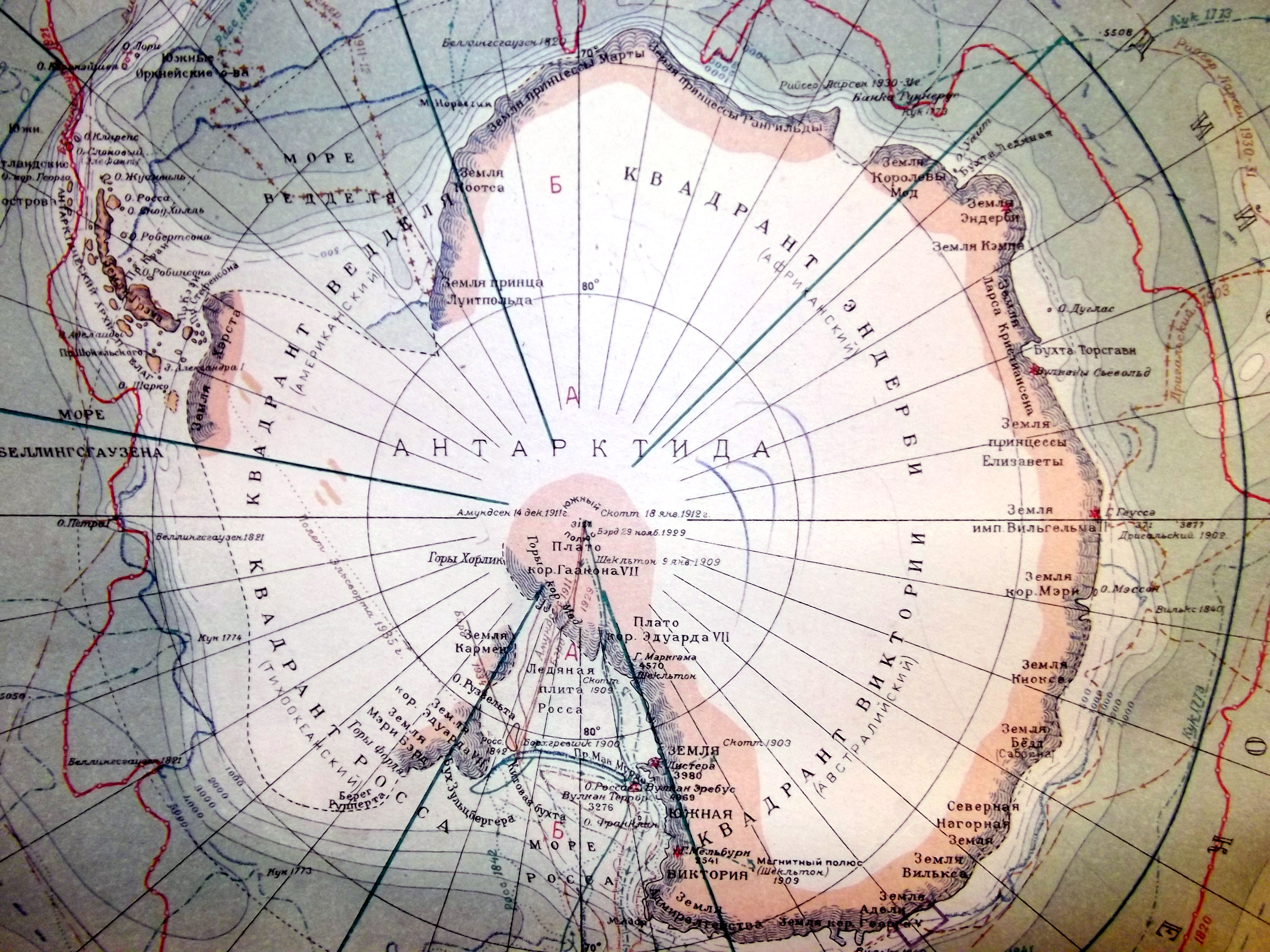
1938

Істотні коригування відбувалися і в подальшому. Так, до 1940-х років світове науково-дослідне співтовариство не знало, що Земля Олександра I є островом, а Антарктичний півострів не групою островів, а півостровом. Остаточні контури материка, його шельфових льодовиків і прилеглих островів і морів завдяки аерофотозніманню та інформації перших радянських та американських орбітальних супутників прояснилися лише до кінця 1950-х років, чому особливо посприяв Міжнародний геофізичний рік (МГГ), який об'єднав в 1957–1958 роках наукові спостереження і дослідження 67 країн світу, виконані за єдиною програмою і методикою в рамках Третього Міжнародного полярного року.

## Сучасність

### Регулювання
Незважаючи на вражаюче міжнародне співробітництво, вершиною якого стали підписання в 1959 році і подальша ратифікація в 1961 році Договору про Антарктику, що заморозив територіально-політичні домагання країн світу на будь-які території антарктичної області планети південніше 60 °п. ш., до теперішнього часу не вироблений єдиний алгоритм затвердження топонімів Антарктиди.
У лютому 1958 року з метою продовження наукової кооперації після проведення МГГ був утворений Науковий комітет з антарктичних досліджень (SCAR) при Міжнародній раді з науки, сферою діяльності якого є, в тому числі, і стандартизація топонімії регіону. Діяльність відповідних національних організацій як правило координується як в рамках цього комітету, так і між собою на двосторонній основі — хоча підсумкові рішення не є обов'язковими для зачеплених країн, адже НКАД громадська, а не державна організація. Крім того, з 1959 року в складі Статистичної комісії Економічної і соціальної ради ООН функціонує Група експертів ООН з географічних назв, однак у складі цієї групи відсутній Антарктичний відділ.

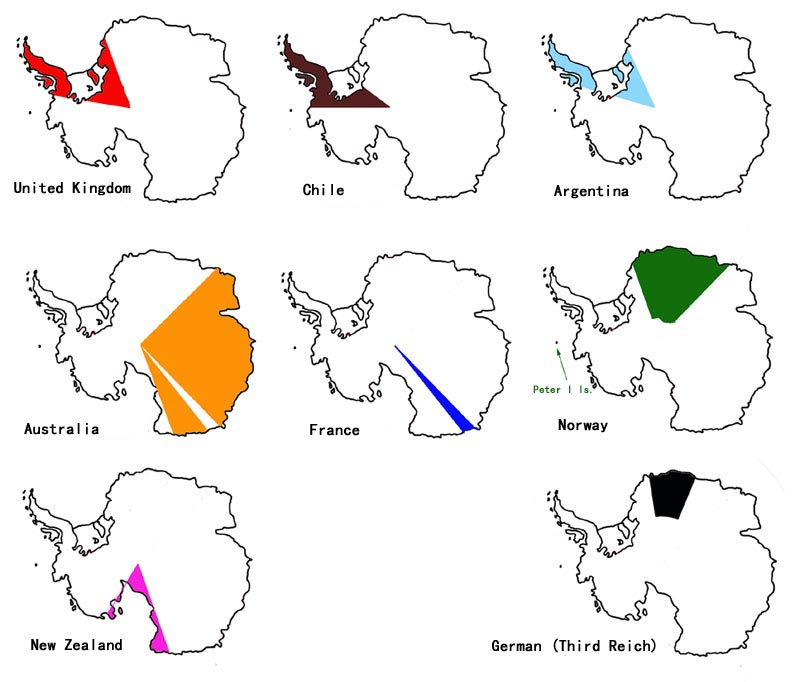
Територіальні претензії в Антарктиці, висунуті до 1961 року

Оскільки Договором про Антарктику територіальні претензії були лише заморожені, а не ліквідовані як такі, сім держав як і раніше вважають, що володіють наступними секторами Антарктиди: Аргентина — між 25° і 74° з. д.; Австралія — між 45° і 136° с. д., а також між 142° і 160° с. д.; Чилі — між 53° до 90° з. д.; Франція — від 136° до 142° с. д.; Велика Британія — між 20° і 80° з. д.; Нова Зеландія — між 160° с. д. і 150° з. д.; Норвегія — між 20° з. д. і 45° сх. д., а також о. Петра I. При цьому британський, аргентинський і чилійський сектори частково накладаються один на одного, Росія і США офіційно залишають за собою право висунути свої претензії, а ще ряд країн претендували (Третій Рейх, ПАР, Японія) або претендують (Бразилія, Еквадор, Перу та ін .) на різні сектори неофіційно — і їх сектори також наповзають на існуючі офіційні.
Опосередковано сформована ситуація впливає і на топонімію: країни, що претендують на будь-які території Антарктиди, прагнуть «облаштувати» їх, в тому числі, і «своїми» топонімами, це добре помітно з таблиці вище. Фактично, імена географічних об'єктів в Антарктиці присвоюються уповноваженими національними організаціями явочним порядком, а відповідні структури інших країн, таким чином, ставляться перед дилемою, погодитися з цим чи ні.
Як правило, така згода досягається, якщо не втручаються політико-пропагандистські міркування, зокрема, затвердження в явному вигляді пріоритету якоїсь держави на територію.

### Розбіжності
Наприклад, тільки до 1964 у британський і американський комітети з географічних назв прийшли до домовленості називати найбільший півострів континенту Антарктичним півостровом, його південну частину — Землею Палмера, а північну — Землею Ґрейама. Раніше британці називали весь його Землею Ґрейама, а американці — Землею Палмера. При цьому іспаномовні країни цих назв як і раніше не визнають в принципі, Чилі офіційно називає півострів Землею О'Гіґґінсс, а Аргентина — Землею Сан-Мартіна.
До цих пір на картах Антарктиди, виданих за межами СРСР/СНД, не відзначений Берег Правди (він був названий на честь газети «Правда»). У той же час карти країн СНД не знають Землі Кемпа — тільки Берег Кемпа як частину узбережжя Землі Ендербі. Більшості карт Антарктиди невідоме і Море короля Хокона VII, що омиває, за версією Норвегії, її антарктичний сектор, на його місці зазвичай показують моря Лазарєва і Рісер-Ларсена. Аналогічно, Аргентина вважає північну частину моря Скоша водами Аргентинського моря. У Великій Британії видаються докладні мапи Антарктики, де ігнорується відразу кілька «радянських» морів — Космонавтів, Співдружності, Сомова. Тощо.

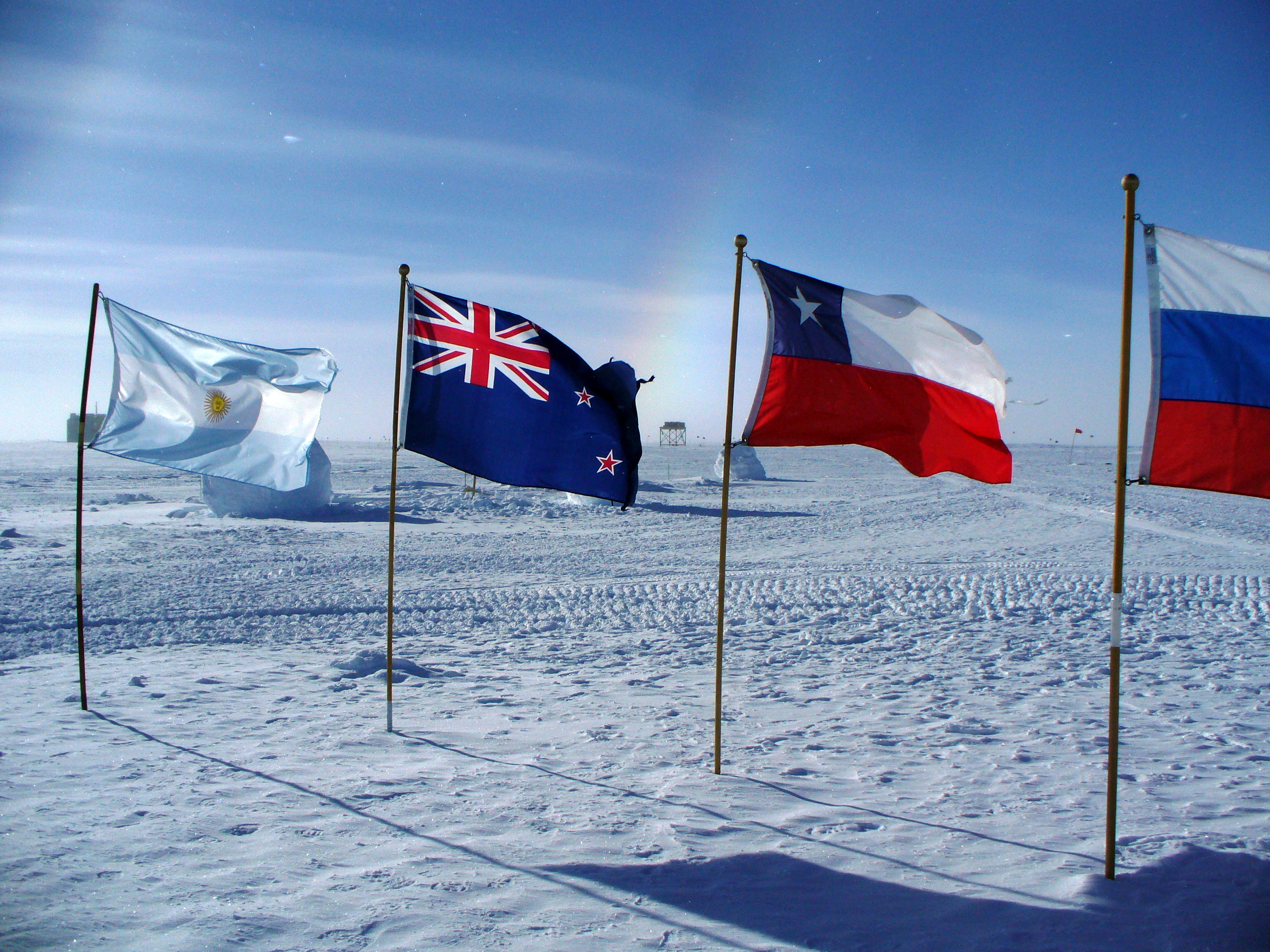
На Південному полюсі

У грудні 2012 року під час візиту королеви Єлизавети II в Міністерство закордонних справ Великої Британії в ознаменування її 60-річного перебування на троні була названа Земля Королеви Єлизавети — внутрішня частина Британської антарктичної території. Таким чином, в різних місцях Антарктиди тепер паралельно існують дві Землі, названі на честь однієї і тієї ж людини — Земля Принцеси Єлизавети і Земля Королеви Єлизавети. Обидві вони вказуються на всіх британських картах, незважаючи на протести з боку Аргентини, яка також претендує, у другому випадку, на відповідний сектор.
Втім, у більшості випадків профільним структурам різних держав вдається прийти до консенсусу. Так, в 1947 році експедицією норвежця Фінна Ронне в морі Ведделла був виявлений шельфовий льодовик Лессітера. Передбачувана область за льодовиком (нині відома як Земля Королеви Єлизавети) за пропозицією Чилі була названа Землею Едіт Ронне на честь дружини керівника експедиції. Пізніше виявилося, що льодовик набагато більший ніж передбачалося, і в 1968 році з ініціативи США згадана Земля була перейменована в Шельфовий льодовик Ронне.
Від частини перш визнаних назв Земель і Берегів Антарктиди міжнародне співтовариство з різних міркувань надалі відмовилося. Так, наприклад, на антарктичній карті 1906 році з Енциклопедичного словника Брокгауза і Ефрона присутні нині зниклі Північна Земля і Земля Луї Філіпа, а на карті з радянського Атласу командира РККА 1938 року видання відзначені топоніми Земля Херста, Північна Нагорна Земля, Земля Адміралтейства, Земля Кармен (виявлена Руальдом Амундсеном, але виявилось що вона примара).
Врегулювання всіх перерахованих проблем, розмежування географічних областей в Антарктиці, стандартизація та взаємне визнання усіма сторонами антарктичної топонімії — справа майбутнього.